# HD144897
HD144897 — хімічно пекулярна зоря спектрального класу B8, що має видиму зоряну величину в смузі V приблизно  8,6.
Вона  розташована на відстані близько 683,8 світлових років від Сонця.

## Пекулярний хімічний склад
Зоряна атмосфера HD144897 має підвищений вміст 
Eu
.

## Магнітне поле
Спектр даної зорі вказує на наявність магнітного поля у її зоряній атмосфері.
Напруженість повздовжної компоненти поля оціненої з аналізу
крил ліній Бальмера
становить 2046,0± 158,0 Гаус.